# Dysstroma pseudoimmanata
Dysstroma pseudoimmanata är en fjärilsart som beskrevs av Bang-haas 1920. Dysstroma pseudoimmanata ingår i släktet Dysstroma och familjen mätare. Inga underarter finns listade i Catalogue of Life.